# East Rock
East Rock est un chaînon situé dans l'État du Connecticut (États-Unis) et faisant partie de Metacomet Ridge, une longue arête rocheuse des Appalaches qui traverse le sud de la Nouvelle-Angleterre sur 160 kilomètres de long. East Rock est une destination populaire pour la pratique de la randonnée pédestre, réputée pour ses hautes falaises, le panorama qu'elle offre, son microclimat ainsi que sa faune et sa flore variées.

## Toponymie
Whitney Peak et le lac Whitney sont nommés en l'honneur d'Éli Whitney, l'inventeur de l'égreneuse de coton et ancien résident de New Haven.

## Géographie

### Situation
East Rock est entièrement située sur le territoire des villes de New Haven et Hamden. Metacomet Ridge, dont fait partie East Rock, se prolonge au nord-ouest par West Rock Ridge.
L’U.S. Route 5 longe le chaînon à l'est tandis que l’Interstate 91 passe au sud.

### Topographie
East Rock s'étend sur 2,3 kilomètres de long pour 800 mètres en son point le plus large, bien que le relief rende cette distance au sol plus importante. Il culmine à 112 mètres d'altitude à East Rock, au sens strict, au centre du chaînon, avec ses falaises orientées vers l'ouest. Les autres reliefs notables sont Whitney Peak (91 m) dans la partie septentrionale, Indian Head (94 m) légèrement au sud-est du point culminant et Snake Rock (62 m) à l'extrémité méridionale.

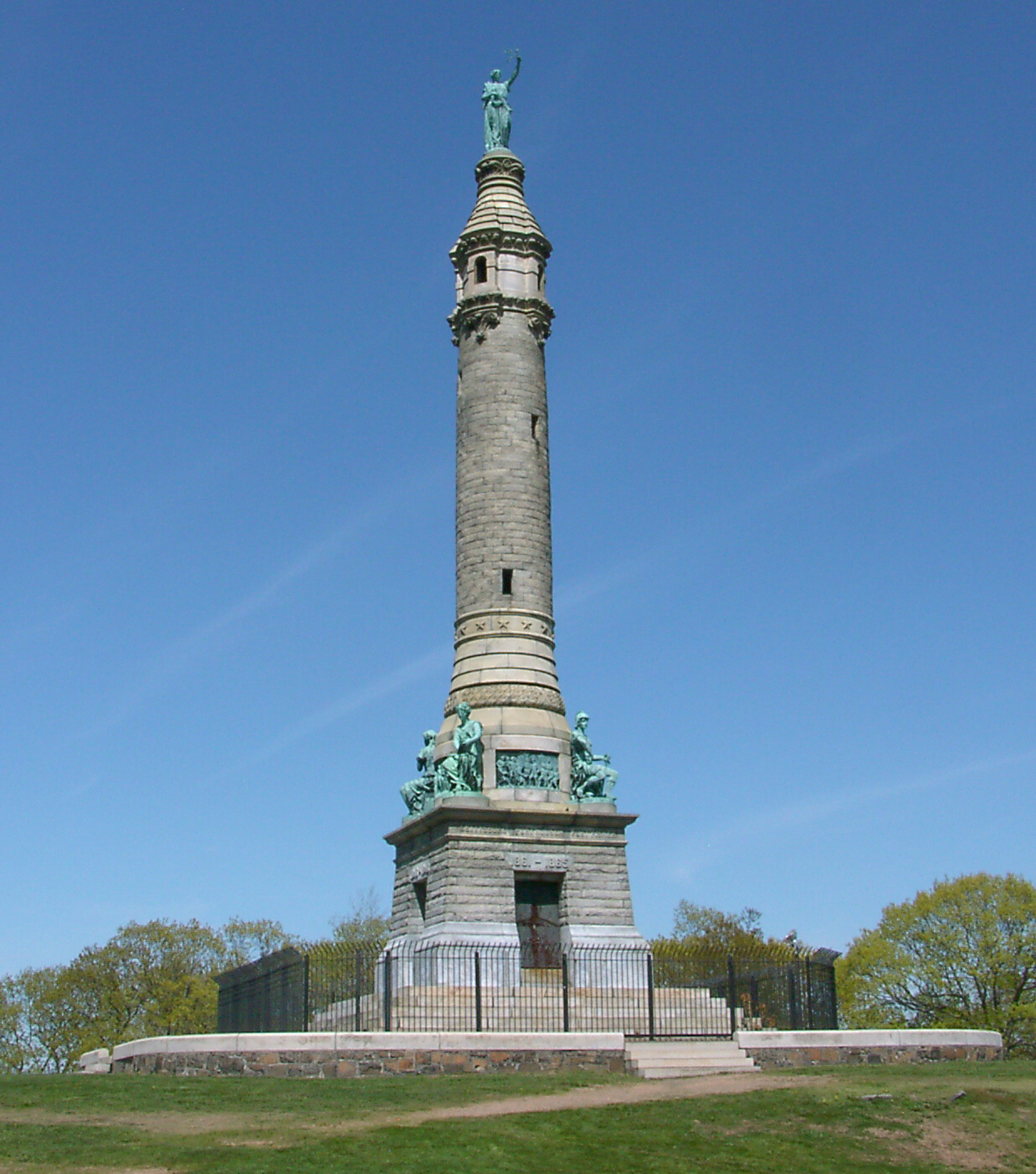
Vue du Soldiers and Sailors Monument.

Au sommet d'East Rock, clairement visible depuis des kilomètres à la ronde, trône du haut de ses 34 mètres le monument en l'honneur des soldats et des marins (Soldiers and Sailors Monument). Il commémore les résidents de New Haven qui ont donné leur vie au cours de la guerre d'indépendance des États-Unis, de la guerre anglo-américaine de 1812, de la Guerre américano-mexicaine et de la guerre de Sécession.

### Hydrographie
Le lac Whitney, une retenue artificielle, se situe au nord-ouest de la montagne. Les eaux du versant occidental s'écoulent dans la Mill River qui se jette directement dans l'océan Atlantique au Long Island Sound, tandis que le versant oriental appartient au bassin du fleuve Quinnipiac.

### Faune et flore
East Rock offre une combinaison de microclimats et une variété d'écosystèmes inhabituels pour la région. Les crêtes, chaudes et sèches, abritent des espèces d'herbacées généralement dominées par le chêne châtaignier. Le Genévrier de Virginie (Juniperus virginiana), une espèce adaptée aux terrains secs, s'accroche aux rebords des falaises. La flore des versants est plus proche de celle des plateaux adjacents et accueille des espèces animales communes du biotope oak-hickory forest (littéralement « forêt de chêne et de caryer »). La Pruche du Canada (Tsuga canadensis) encercle les étroites ravines, empêchant la lumière du soleil d'atteindre le sol et créant des conditions de développement plus froides et humides, y favorisant l'apparition d'espèces végétales associées aux climats froids. Les pentes des talus sont riches en nutriments et recouvertes par de nombreuses espèces adaptées aux sols calcaires, inhabituelles dans la région. Les kilomètres de falaises abruptes rendent les conditions de vie idéales pour de nombreuses espèces animales et végétales classées comme rares. West Rock Ridge est un important corridor migratoire saisonnier pour les rapaces,.

### Géologie

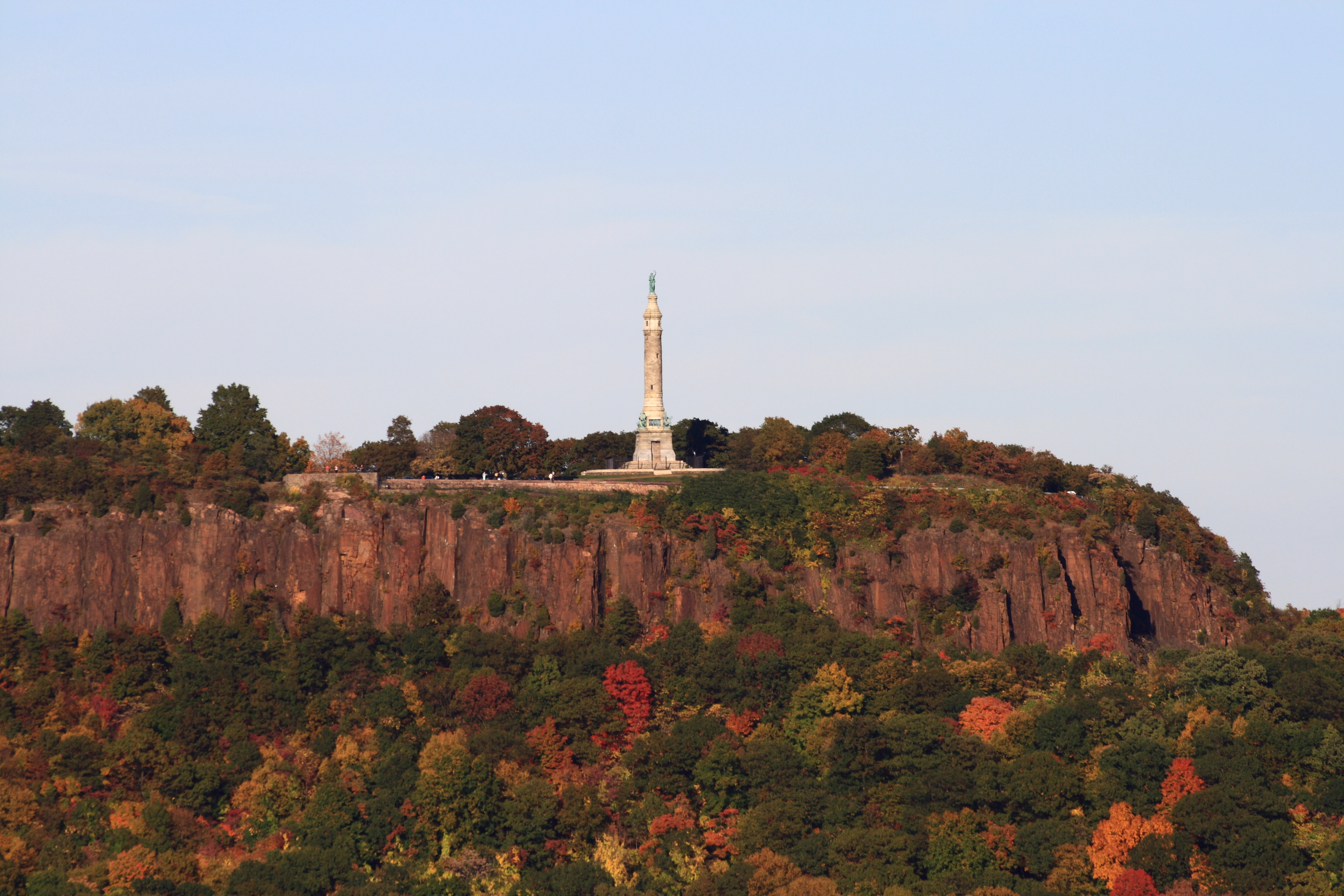
Vue sur les falaises basaltiques d'East Rock.

East Rock s'est formé il y a 200 millions d'années au cours du Trias et du Jurassique et se compose de basalte, une roche volcanique effusive de couleur sombre qui vire au brun-rouille lorsque le fer qu'elle contient s'oxyde au contact de l'air. Les intrusions de basalte sont généralement de forme octogonale ou pentagonale et produisent des formations appelées « orgues basaltiques ». De vastes talus composés d'éboulis basaltiques issus de l'érosion sont visibles au pied de nombreuses falaises. Les crêtes basaltiques sont le résultat d'une série de coulées de lave massives, d'une centaine de mètres d'épaisseur, qui se sont échappées par des failles créées lors de la séparation de la Laurasia et du Gondwana, puis de l'Amérique du Nord et de l'Eurasie. Les émissions de lave se sont déroulées durant 20 millions d'années.
L'érosion qui se produit entre les éruptions successives dépose des couches de sédiments entre les coulées basaltiques. Leur lithification forme finalement des roches sédimentaires. Par la suite, cette alternance de couches en « mille-feuille » se fissure et se soulève. Les érosions ultérieures ont davantage entamé les roches sédimentaires, exposant les arêtes des roches basaltiques et donnant naissance à de longues crêtes et falaises caractéristiques.

## Activités

### Tourisme
Une route automobile parcourt les crêtes sur toute leur longueur du 1er avril au 1er novembre de 8 h 00 jusqu'au crépuscule et le reste de l'année du vendredi au dimanche, ainsi que durant les vacances, de 8 h 00 à 16 h 00, lorsque le temps le permet. Le chaînon abrite un important réseau de sentiers de randonnée, dont le Giant Steps Trail qui permet d'accéder au sommet depuis le sud par un tracé presque vertical.
La montagne constitue une destination populaire parmi les résidents et les visiteurs de la métropole de New Haven et sa région. Le panorama depuis le sommet des falaises s'étend de New Haven jusqu'à Long Island au sud.
Le parc est ouvert toute l'année à la randonnée pédestre, à la raquette à neige, au ski de fond, au cyclisme sur route, au vélo tout terrain (sur les pistes autorisées seulement), au canotage (sur la Mill River), au pique-nique, à l'observation ornithologique et à diverses autres activités de détente. Les chiens sont autorisés, en revanche l'escalade, la natation et la consommation de boissons alcoolisées sont interdites. Des terrains de football américain, de baseball et de football, des courts de tennis et de basket-ball, ainsi que des aires de jeu se trouvent au pied de la montagne.
Le Trowbridge Environmental Center, ouvert les jeudis et vendredis de 10 h 00 à 17 h 00 et au moins un samedi par mois, dispense des démonstrations et des informations sur la géologie et l'écologie locale. Le Pardee Rose Garden and Greenhouse exhibe ses roses et autres plantes à fleurs au cours du printemps et de l'été et devient à ce moment-là une destination populaire pour prendre des photographies de mariage. L'Eli Whitney Museum, un musée et atelier sur Eli Whitney et A. C. Gilbert se situe au pied du barrage.

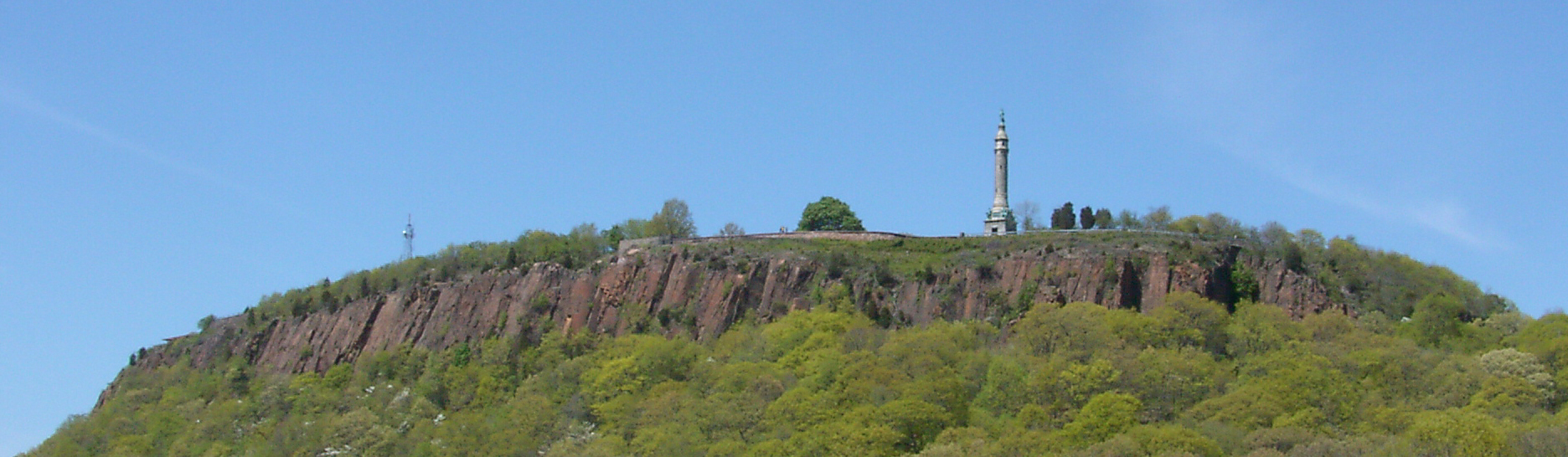
Vue sur East Rock depuis New Haven.

### Protection environnementale
East Rock est situé intégralement au sein d'un parc de 172 ha, l'East Rock Park, géré par la ville de New Haven. Tout autour, le chaînon est encerclé par l'étalement périurbain de New Haven et du sud de Hamden. Il a d'ailleurs donné son nom à un quartier de New Haven, connu pour son architecture des styles Queen Anne et victorien.

## Culture populaire

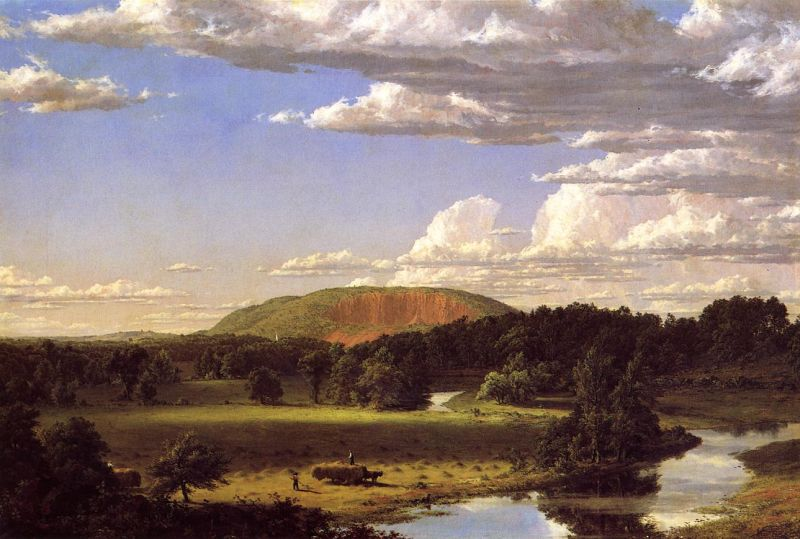
East Rock, New Haven, 1872 (Picturesque America, D. Appleton & Company, New York).

East Rock a fait l'objet, en 1872, d'une gravure sur acier intitulée East Rock, New Haven, par Casimir Clayton Griswold et Samuel Valentine Hunt. On y voit la Mill River et la ville de New Haven.